# 34e cérémonie des Boston Society of Film Critics Awards
La 34e cérémonie des Boston Society of Film Critics Awards (BSFC Awards), décernés par la Boston Society of Film Critics, a eu lieu le 8 décembre 2013, et a récompensé les films réalisés dans l'année,.

## Palmarès

### Meilleur film
- Twelve Years a Slave
  - Le Loup de Wall Street (The Wolf of Wall Street)

### Meilleur réalisateur
- Steve McQueen pour Twelve Years a Slave
  - Martin Scorsese pour Le Loup de Wall Street (The Wolf of Wall Street)

### Meilleur acteur
- Chiwetel Ejiofor pour le rôle de Solomon Northup dans Twelve Years a Slave
  - Leonardo DiCaprio pour le rôle de Jordan Belfort dans Le Loup de Wall Street (The Wolf of Wall Street)

### Meilleure actrice
- Cate Blanchett pour le rôle de Jasmine dans Blue Jasmine
  - Judi Dench pour le rôle de Philomena Lee dans Philomena

### Meilleur acteur dans un second rôle
- James Gandolfini pour le rôle d'Albert dans All About Albert (Enough Said)
  - Barkhad Abdi pour le rôle d'Abduwali Muse dans Capitaine Phillips (Captain Phillips)
  - Jared Leto pour le rôle de Rayon dans Dallas Buyers Club

### Meilleure actrice dans un second rôle
- June Squibb pour le rôle de Kate Grant dans Nebraska
  - Lupita Nyong'o pour le rôle de Patsey dans Twelve Years a Slave

### Meilleure distribution
- Nebraska

### Réalisateur le plus prometteur
- Ryan Coogler pour Fruitvale Station
  - Joshua Oppenheimer pour The Act of Killing

### Meilleur scénario
- All About Albert (Enough Said) – Nicole Holofcener
  - Le Loup de Wall Street (The Wolf of Wall Street) – Terence Winter

### Meilleure photographie
- Gravity – Emmanuel Lubezki
  - The Grandmaster – Phillipe le Sourd

### Meilleur montage
- Rush – Daniel P. Hanley et Mike Hill
  - Le Loup de Wall Street (The Wolf of Wall Street) – Thelma Schoonmaker

### Meilleure utilisation de musique dans un film
- Inside Llewyn Davis
  - Nebraska

### Meilleur film en langue étrangère
- La grande bellezza  Italie  France
  - La Vie d'Adèle  France  Belgique  Espagne

### Meilleur film d'animation
- Le vent se lève (風立ちぬ, Kaze tachinu)
  - La Reine des neiges (Frozen)

### Meilleur film documentaire
- The Act of Killing
  - Blackfish